# Estação Presidente Altino
A Estação Presidente Altino é uma estação ferroviária, pertencente às linhas 8–Diamante e 9–Esmeralda operadas pela ViaMobilidade. Está localizada no bairro de Presidente Altino no município de Osasco.

## História
A estação teve suas obras iniciadas em meados de 1918 pela Estrada de Ferro Sorocabana (EFS), tendo nome de Km 14, mas no mesmo ano teve seu nome modificado para Presidente Altino, em homenagem a Altino Arantes, na época presidente do estado de São Paulo e que em 1919 estatizou a EFS. Sua abertura ao tráfego se deu em 6 de março de 1919.
Em 1930, teve seu nome modificado para General Miguel Costa, mas em 1932, a renomeação foi desfeita, e o nome Presidente Altino continua até hoje. No ano de 1976, a FEPASA inicia a modernização dos trens de subúrbios e amplia o existente pátio de manutenção ao lado da nova estação, que foi reinaugurada em 25 de janeiro de 1979. No mesmo ano, a estação se torna estação de integração com o ramal de Jurubatuba. Em 1996, a Companhia Paulista de Trens Metropolitanos (CPTM) assume as linhas Oeste e Sul da FEPASA e as renomeia respectivamente como Linhas B–Cinza e C–Celeste. Em abril de 2008, foi determinado que a Linha B–Cinza se tornaria Linha 8–Diamante, e a Linha C–Celeste se tornaria Linha 9–Esmeralda.
Em 20 de abril de 2021 foi concedida para o consórcio ViaMobilidade composto pelas empresas CCR (atual Motiva) e RUASinvest, com a concessão para operar a linha por trinta anos. O contrato de concessão foi assinado e a transferência da linha foi realizada em 27 de janeiro de 2022.

### Passarela de acesso
Para ampliar a capacidade de acesso da estação Presidente Altino, a FEPASA contratou em 1976 as empresas Construtora Azevedo Travassos e Maubertec Engenharia e Projetos Ltda para implantar uma passarela de 170 m sobre o pátio da estação. Para implantar essa passarela sem interferir no pátio e na operação da ferrovia, foi empregado pela primeira vez no Brasil o método de "lançamento por incrementos", criado na Alemanha. Em cerca de um ano, a passarela foi entregue ao tráfego.

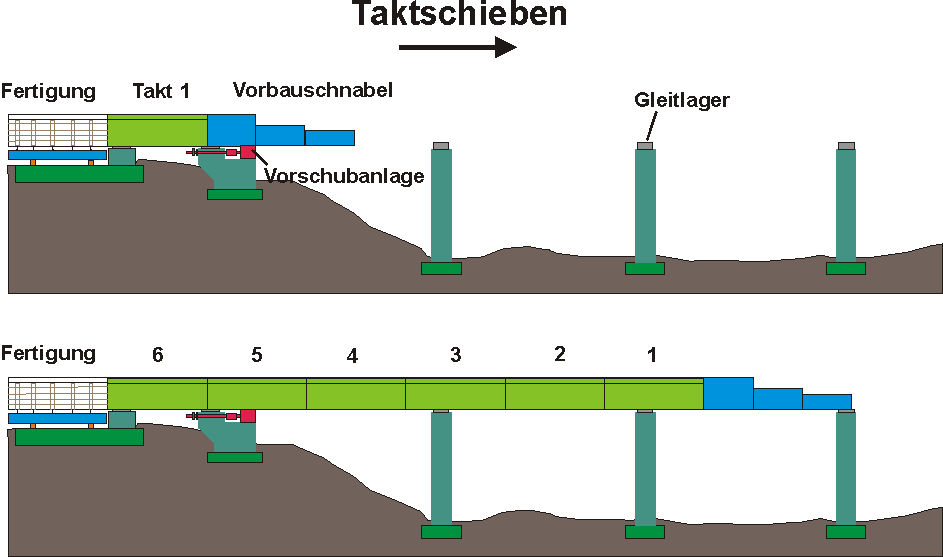
Método de "lançamento por incrementos" também conhecido por segmentos empurrados
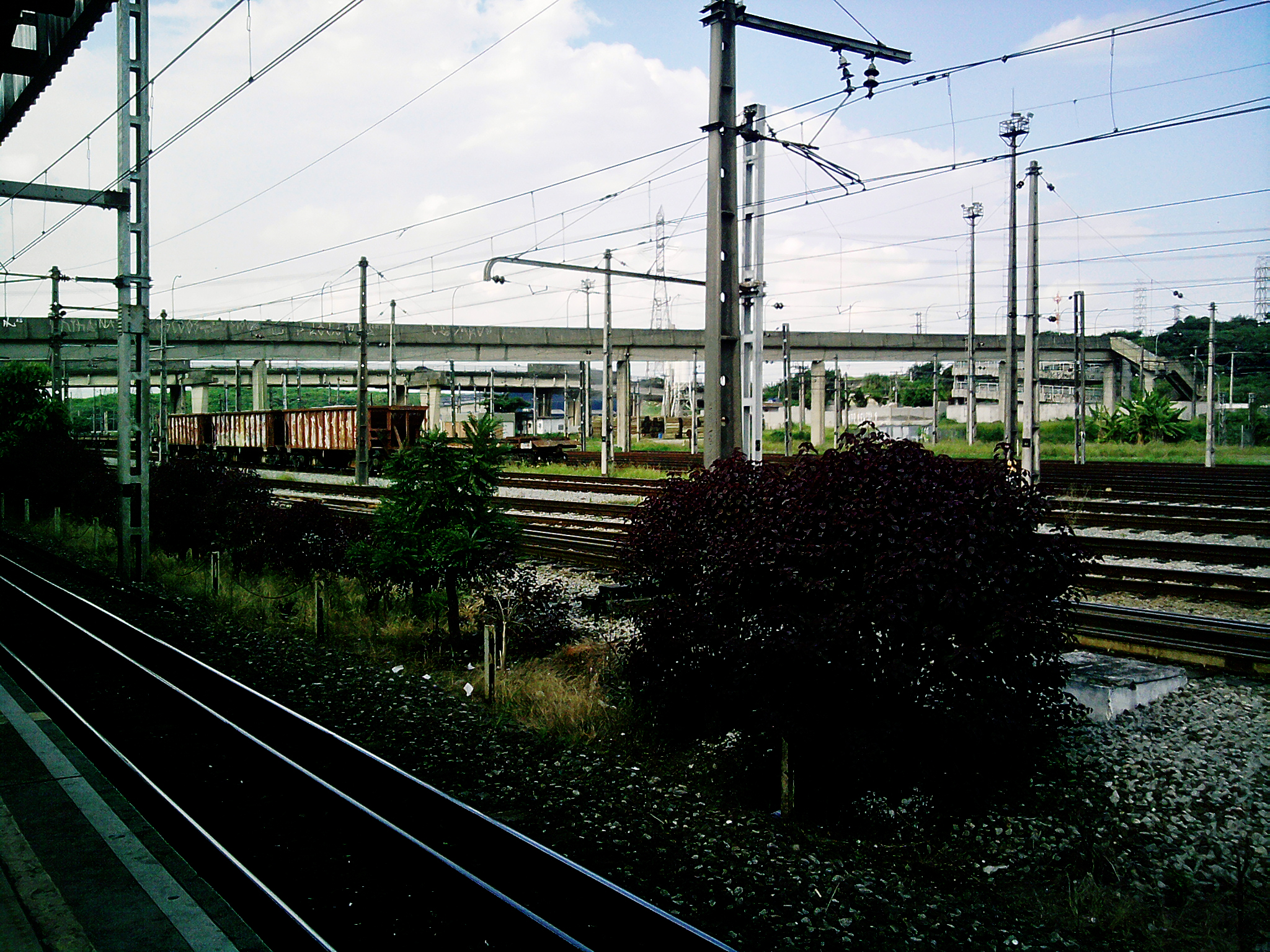
Passarela de pedestres da Estação Presidente Altino, 2009. Possui 170 metros de extensão

## Tabela
| Linha       | Terminais                  | Comprimento (km) | Estações | Observações                                                                                           |
| ----------- | -------------------------- | ---------------- | -------- | --- |
| 8 Diamante  | Júlio Prestes ↔ Itapevi    | 35,283           | 20       | Possui extensão operacional Antiga Linha B–Cinza / Antiga Linha Oeste do Trem Metropolitano da FEPASA |
| 9 Esmeralda | Osasco ↔ Mendes-Vila Natal | 32,8             | 18       | Antiga Linha C–Celeste / Antiga Linha Sul do Trem Metropolitano da FEPASA                             |

| Sigla | Estação           | Inauguração | Integração                                                     | Plataformas         | Posição    | Notas                                                                                                 |
| ----- | ----------------- | ----------- | -------------------------------------------------------------- | ------------------- | ---------- | --- |
| PAL   | Presidente Altino | 1920        | Bilhete Único da SPTrans, Linha 8–Diamante e Linha 9–Esmeralda | Centrais e laterais | Superfície | Estação construída pela Estrada de Ferro Sorocabana Reconstruída pela FEPASA em 25 de janeiro de 1979 |

## Ligações Externas
- Página oficial da CPTM
- Estação Presidente Altino no site da CPTM[ligação inativa]
- Estação Presidente Altino no site estações ferroviárias do Brasil